# Lamborghini Islero
El Lamborghini Islero es un automóvil deportivo producido por el fabricante de automóviles italiano Lamborghini entre 1968 y 1970. Fue el reemplazo para el 400 GT y ofrecía el motor Lamborghini V12. El coche fue presentado en el Salón del Automóvil de Ginebra de 1968. El Islero fue llamado así por el  toro Miura Islero, que mató al famoso torero Manuel Rodríguez "Manolete" en Linares el 28 de agosto de 1947 (Lamborghini también fabricó un automóvil llamado Miura, desde 1966 a 1973). Se fabricaron 2 versiones del Islero, el Islero (1968) y el Islero S (1969), ambas versiones también fueron llamadas Islero 400 GT e Islero 400 GTS.

## Islero
A principios de 1968, cuando la producción del 400 GT se estaba acabando, Ferruccio Lamborghini empezó a pensar en un sustituto para este modelo. Debido a que Carrozzeria Touring (la empresa que diseñó el anterior modelo de Lamborghini) entró en bancarrota, Carrozzeria Marazzi fue la siguiente elección lógica para diseñar el Islero, ya que fue fundada por Mario Marazzi, un antiguo empleado de Touring. El diseño era esencialmente un rediseño del 400 GT, pero el ancho de vías se modificó para tener en cuenta neumáticos anchos, y aunque la carrocería del Islero sufrió de una falta de adecuación entre los paneles, su buena visibilidad hacia afuera, interior espacioso, y la insonorización muy mejorada lo hizo una mejora sobre modelos anteriores. Tenía un motor V12 de 4,0 L (3929 cc) con una potencia de 325 CV (242 kW), una caja de cambios manual de cinco velocidades, suspensión totalmente independiente, y frenos de disco. La velocidad máxima del Islero era de 248 km/h (154 mph) y podía acelerar de 0 a 97 km/h (60 mph) en 6,4 segundos. Solo 125 unidades del Islero fueron fabricadas entre 1968 y 1969.

## Islero S
El Islero S era una versión modernizada del Islero, que fue puesta a la venta en 1969. La potencia del motor en esta versión fue aumentada hasta los 350 CV (260 kW), pero el par motor siguió siendo el mismo. Hubo algunos cambios en el diseño, algunos fueron realizados en el parachoques de la parte frontal, también se cambió la toma de aire del capó, ya que fue ampliada (la toma de aire suministraba aire al interior del coche, no al motor), se incorporaron guardabarros ligeramente acampanados, se instalaron ventanillas polarizadas, luces intermitentes redondas (en lugar de las originales con forma de lágrima), y se añadió una sección fija en las ventanillas de las puertas. Hubo otros cambios, entre los que se incluyen discos de freno más grandes, suspensión trasera modificada y tablero de mandos e interior renovado. La velocidad máxima del Islero S era de 259 km/h (161 mph), y podía acelerar de 0 a 97 km/h (60 mph) en 6,2 segundos. Solo 100 ejemplares del Islero S fueron fabricados entre 1969 y 1970, por lo cual, la producción total del Islero se sitúa en 225 coches. 